# Cathédrale de Culiacán
La cathédrale Notre-Dame-du-Rosaire de Culiacán est une cathédrale catholique située au Mexique dans la ville de Culiacán, dans l'État du Sinaloa. Elle est le siège du diocèse de Culiacán.

## Historique
Elle a été construite dans un style néoclassique de 1842 à 1885 
Elle a été élevée en tant que basilique par Paul VI en 1975.

## Dimensions
Les dimensions de l'édifice sont les suivantes : 
- hauteur de la nef : 24,75 m
- longueur : > 62 m
- hauteur des tours : 49,5 m.